# Chamaecrista stricta
Chamaecrista stricta là một loài thực vật có hoa trong họ Đậu. Loài này được E.Mey. miêu tả khoa học đầu tiên.